# Малинник (Смоленская область)
Малинник — деревня в Хиславичском районе Смоленской области России. Входит в состав Корзовского сельского поселения. Население — 61 житель (2007 год). 
Расположена в юго-западной части области в 2 км к юго-западу от Хиславичей, в 35 км западнее автодороги А141 Орёл — Витебск. В 35 км восточнее деревни расположена железнодорожная станция Стодолище на линии Смоленск — Рославль. 

## История
В годы Великой Отечественной войны деревня была оккупирована гитлеровскими войсками в июле 1941 года, освобождена в сентябре 1943 года.
По данным справочников 1981, 1993 годов деревня Корзовского сельсовета Хиславичского района.